# Gran Premi dels Estats Units del 1969
Resultats del Gran Premi dels Estats Units de Fórmula 1 de la temporada 1969, disputat al circuit de Watkins Glen el 5 d'octubre del 1969.

## Resultats de la cursa
| Pos | No | Pilot                | Equip          | Voltes | Temps/ Retir.          | Pos. de sort. | Punts |
| --- | -- | -------------------- | -------------- | ------ | ---------------------- | ------------- | ----- |
| 1   | 2  | Jochen Rindt         | Lotus - Ford   | 108    | 1h 57' 57. 1           | 1             | 9     |
| 2   | 18 | Piers Courage        | Brabham - Ford | 108    | + 46.99 s              | 9             | 6     |
| 3   | 14 | John Surtees         | BRM            | 106    | + 2 Voltes             | 11            | 4     |
| 4   | 8  | Jack Brabham         | Brabham - Ford | 106    | + 2 Voltes             | 18            | 3     |
| 5   | 12 | Pedro Rodríguez      | Ferrari        | 101    | + 7 Voltes             | 12            | 2     |
| 6   | 19 | Silvio Moser         | Brabham - Ford | 98     | + 10 Voltes            | 17            | 1     |
| NC  | 16 | Johnny Servoz-Gavin  | Matra - Ford   | 92     | No classificat         | 15            |       |
| Ret | 2  | Graham Hill          | Lotus - Ford   | 90     | Accident               | 4             |       |
| Ret | 7  | Jacky Ickx           | Brabham - Ford | 77     | Motor                  | 8             |       |
| Ret | 22 | George Eaton         | BRM            | 76     | Motor                  | 9             |       |
| Ret | 4  | Jean-Pierre Beltoise | Matra - Ford   | 72     | Motor                  | 7             |       |
| Ret | 5  | Denny Hulme          | McLaren - Ford | 52     | Caixa canvi            | 2             |       |
| Ret | 3  | Jackie Stewart       | Matra - Ford   | 35     | Motor                  | 3             |       |
| Ret | 21 | Pete Lovely          | Lotus - Ford   | 25     | Palier / Eix           | 16            |       |
| Ret | 15 | Jackie Oliver        | BRM            | 23     | Motor                  | 14            |       |
| Ret | 10 | Jo Siffert           | Lotus - Ford   | 3      | Sistema de combustible | 13            |       |
| Ret | 9  | Mario Andretti       | Lotus - Ford   | 3      | Suspensions            | 5             |       |
| Ret | 6  | Bruce McLaren        | McLaren - Ford | 0      | Motor                  | 6             |       |

## Altres
- Pole: Jochen Rindt 1' 03. 62

- Volta ràpida: Jochen Rindt 1' 04. 34 (a la volta 69)